# 1986 a filmművészetben

## Események
- május 2. – Az amerikai Canon cég a Screen filmgyártóval együttműködve megszerzi Nagy-Britannia legnagyobb 294 filmszínházát működtető moziláncát. Ezzel az angol mozik 40%-a a Canon kezébe kerül.
- Arnold Schwarzenegger feleségül veszi Maria Shriver televízióst.
- A Turner Broadcasting megkezdi a fekete-fehér klasszikus filmek színesítését.
- Dar Robinson, a valaha élt talán legnagyobb kaszkadőr meghal a Million Dollar Mystery c. film forgatása közben.

## Sikerfilmek
1. Top Gun (Paramount), főszereplő Tom Cruise, Kelly McGillis, Val Kilmer – 353 816 701 dollár
2. Krokodil Dundee (Paramount), főszereplő Paul Hogan, Linda Kozlowski, John Meillon – 328 203 506 dollár
3. A szakasz (Orion), főszereplő Charlie Sheen, Tom Berenger, Willem Dafoe – 153 530 565 dollár
4. Az aranygyermek (Paramount), főszereplő Eddie Murphy, J.L. Reate, Charles Dance – 149 417 937 dollár
5. Star Trek IV: A hazatérés (Paramount), főszereplő William Shatner, Leonard Nimoy, DeForest Kelley – 133 013 132 dollár
6. A bolygó neve: Halál (Fox), főszereplő Sigourney Weaver, Michael Biehn, Lance Henriksen – 131 060 248 dollár
7. Karate kölyök 2 (Columbia), főszereplő Ralph Macchio, Pat Morita, Bruce Malmuth – 115 103 979 dollár (USA)
8. Törvényszéki héják (Universal), főszereplő Robert Redford, Debra Winger, Daryl Hannah – 93 151 591 dollár
9. Vissza a suliba (Orion), főszereplő Rodney Dangerfield, Burt Young, Robert Downey Jr. – 91 258 000 dollár (USA)
10. Egérmese (Universal), főszereplő Phillip Glasser, Dom DeLuise, Nehemiah Persoff – 84 542 002 dollár

## Magyar filmek
- Akli Miklós – rendező Révész György
- Banánhéjkeringő – rendező Bacsó Péter
- Csók, Anyu – rendező Rózsa János
- Dráma a vadászaton – rendező Esztergályos Károly
- Elysium – rendező Szántó Erika
- Embriók – rendező Zolnay Pál
- Farkascsapda – rendező Bohák György
- Gondviselés – rendező Erdőss Pál
- Hajnali háztetők – rendező Dömölky János
- Hülyeség nem akadály – rendező Xantus János
- Idő van – rendező Gothár Péter
- Képvadászok – rendező Szurdi András
- Lutra – rendező Hárs Mihály
- Macskafogó – rendező Ternovszky Béla
- Mamiblu – rendező Pajer Róbert
- Pontban hatkor – rendező Tóth Lajos
- A rejtőzködő – rendező Kézdi-Kovács Zsolt
- Az utolsó kézirat – rendező Makk Károly
- Vakvilágban – rendező Gyarmathy Lívia
- Visszaszámlálás – rendező Erdőss Pál

## Díjak, fesztiválok
- Oscar-díj (március 24.)
  - Film:Távol Afrikától
  - rendező: Sidney Pollack – Távol Afrikától
  - Férfi főszereplő: William Hurt – A pókasszony csókja
  - Női főszereplő: Geraldine Page – Utazás Bountifulba
  - Külföldi film:A hivatalos változat
- 11. César-gála (február 23.)
  - Film: Három férfi, egy mózeskosár, rendezte Coline Serreau
  - Rendező: Michel Deville, Nyakunkon a veszély
  - Férfi főszereplő: Christophe Lambert, Metró
  - Női főszereplő: Sandrine Bonnaire, Sem fedél, sem törvény
  - Külföldi film: Kairó bíbor rózsája, rendezte Woody Allen
- 1986-os cannes-i filmfesztivál
- Berlini Nemzetközi Filmfesztivál (február 14–25)
  - Arany Medve: Stammheim – Reinard Hauff
  - Rendező: Eldar Nyikolajevics Sengelaja – Egy fiatal zeneszerző utazása
  - Férfi főszereplő: Tuncel Kurtiz – A bárányka mosolya
  - Női főszereplő: Charlotte Valandrey – Vörös csókok
- Velencei Nemzetközi Filmfesztivál (augusztus 22-szeptember 1)
  - Arany Oroszlán: A zöld sugár – Éric Rohmer
  - Ezüst oroszlán: Mozikirály – Carlos Sorin
  - Férfi főszereplő: Carlo delle Piane – Karácsonyi ajándék
  - Női főszereplő: Valeria Golino – Szerelmi történet
- 1986-os Magyar Filmszemle

## Születések
- január 24. – Mischa Barton, színésznő
- március 9. – Brittany Snow, amerikai színésznő
- március 14. – Jamie Bell, angol színész
- április 3. –  Amanda Bynes, amerikai színésznő
- június 11. – Shia LaBeouf, amerikai színész
- július 2. – Lindsay Lohan, amerikai színésznő
- augusztus 16. – Shawn Pyfrom, amerikai színész
- szeptember 12. – Emmy Rossum, amerikai színésznő

## Halálozások
- március 10. – Ray Milland, brit színész
- június 13. – Benny Goodman, színész
- október 5. – Hal B. Wallis, producer
- november 21. – Dar Robinson, filmes
- november 26. – Radványi Géza, filmrendező (* 1907)
- november 29. – Cary Grant, színész
- december 13. – Heather Angel, színésznő
- december 29. – Andrej Tarkovszkij, orosz filmrendező (* 1932)

## Filmbemutatók
- Kék bársony – rendező David Lynch
- Children of a Lesser God – rendező Randa Haines
- Club Paradise – főszereplő Robin Williams, Jimmy Cliff, Peter O’Toole, Rick Moranis és Eugene Levy
- Előre a múltba - főszereplő Kathleen Turner és Nicolas Cage
- Fegyvere van, veszélyes – rendező Mark L. Lester
- Foglalkozása: fejvadász - rendező Gary Sherman
- F/X – főszereplő Bryan Brown és Brian Dennehy
- Basil, a híres egérdetektív – rendező Ron Clements
- Hannah és nővérei – rendező Woody Allen
- Hegylakó – rendező Russell Mulcahy
- Jean de Florette – főszereplő Gérard Depardieu és Yves Montand
- Jumpin′ Jack Flash – főszereplő Whoopi Goldberg, Annie Potts, Jon Lovitz, Carol Kane
- Kemény fickók – rendező Jeff Kanew, főszereplők Burt Lancaster, Kirk Douglas
- Le Déclin de l'empire américain – rendező Denys Arcand
- Manhunter – rendező Michael Mann és főszereplő William Petersen.
- Manon des sources – főszereplő Emmanuelle Béart és Yves Montand
- A pénz színe – főszereplő Paul Newman és Tom Cruise
- Álmodj rózsaszínt – rendező Howard Deutch, főszereplő Molly Ringwald, Jon Cryer, James Spader
- Piszkos alku – főszereplő Arnold Schwarzenegger
- A rózsa neve – rendező Jean-Jacques Annaud, főszereplő Sean Connery, Christian Slater és F. Murray Abraham
- Sanghaji meglepetés – főszereplő Madonna és Sean Penn
- Short Circuit – főszereplő Steve Guttenberg
- Sid and Nancy – főszereplő Gary Oldman és Chloe Webb
- Stand By Me – rendező Rob Reiner
- The Money Pit – főszereplő Tom Hanks és Shelley Long
- Transformers – főszereplő Eric Idle, Judd Nelson és Orson Welles